# Ровишче (Загорје об Сави)
Ровишче (словен. Rovišče) је насељено место у општини Загорје об Сави, Засавска регија, Словенија.

## Историја
До територијалне реорганизације у Словенији било су у саставу старе општине Загорје об Сави.

## Становништво
У попису становништва из 2011. године, Ровишче је имало 42 становника.
| Број становника према пописима | Број становника према пописима | Број становника према пописима |
| ------------------------------ | ------------------------------ | ------------------------------ |
| 1991                           | 2002                           | 2011                           |
| 31                             | 40                             | 42                             |

Напомена: Године 1953. увећан је за насеље Света Гора, које је укинуто.